# Kohl & Gates Motor Company
Kohl & Gates Motor Company war ein US-amerikanischer Hersteller von Automobilen.

## Unternehmensgeschichte
Edward Kohl gründete 1900 das Unternehmen in Cleveland in Ohio. Er begann mit der Produktion von Automobilen. Der Markenname lautete Kohl. Im September 1902 endete die Produktion. Insgesamt entstanden mindestens zwölf Fahrzeuge.
Im September 1902 gründete Kohl in Whitney Point im US-Staat New York die Kohl Automobile Company und versuchte dort erneut, Fahrzeuge herzustellen. Außer Ankündigungen ist nichts bekannt.

## Fahrzeuge
Das einzige Modell hatte einen Einzylinder-Viertaktmotor, der 6 PS leistete. Das Getriebe hatte zwei Gänge. Das Leergewicht war mit etwa 408 kg angegeben und die Höchstgeschwindigkeit mit 56 km/h.